# 施洛塞爾·伊姆雷
施洛塞爾·伊姆雷（匈牙利語：Schlosser Imre，1889年10月11日—1959年7月18日），匈牙利職業足球員，司職前鋒。
施洛塞爾·伊姆雷是那個時代最偉大的足球員之一，是匈牙利足球的第一位在歐洲聞名的球員。施洛塞爾是一名身高185釐米且速度很快的前鋒。他是1910年代歐洲最好的球員，主要效力於費倫斯華路士體育俱樂部和MTK布達佩斯隊，分別為9年和6年。他獲得了13次匈牙利冠軍和7次匈牙利金靴，是匈牙利聯賽射手王，至令無人打破。他連續4年（1911-1914）榮獲歐洲金靴，總進球數位居歐洲歷史第六位。他為匈牙利國家足球隊出場68次，打進58球，成為歷史上第一位為國家隊打進50球的球員。

## 榮譽

### 團隊榮譽
費倫斯華路士體育俱樂部
- 匈牙利甲組足球聯賽冠軍：1906–07, 1908–09, 1909–10, 1910–11, 1911–12, 1912–13, 1926–27
- 匈牙利盃：1912–13, 1926–27
- 挑戰杯(Challenge Cup Austria-Hungary)：1908-09

MTK布達佩斯足球會
- 匈牙利甲組足球聯賽冠軍：1916–17, 1917–18, 1918–19, 1919–20, 1920–21, 1921–22

### 個人榮譽
- 匈牙利最佳球員：1909年、1910年、1911年、1912年、1913年、1914年、1917年
- 歐洲最佳得分手：1911年、1912年、1913年、1914年[3]